# Andrés Sanfuentes
Andrés Vicente Sanfuentes Vergara (9 de septiembre de 1939-6 de agosto de 2025) fue un economista, académico, consultor e investigador chileno, presidente de BancoEstado.

## Vida
Estudió ingeniería comercial en la Universidad de Chile y posteriormente alcanzó un Master of Arts en Economía de la Universidad de Chicago.
En 1970 inició sus labores académicas en la misma casa de estudios en la que se formó. Entre 1972 y 1973 fue uno de los redactores de "El Ladrillo", documento que sentó las bases económicas de la dictadura militar de Augusto Pinochet. Durante 1975 a 1979 fue director del Departamento de Economía de la Universidad de Chile. Entre 1987 y 1990 fue profesor e investigador del programa de posgrado en economía de Universidad de Ilades-Georgetown, del cual fue uno de los creadores.
Entre 1990 y 2000 fue presidente del Banco del Estado de Chile, iniciando un proceso de modernización continuado por sus sucesores.
Ha sido miembro del Consejo Directivo del Comité SEP y asesor de los Ministerios de Economía, y Hacienda.
También cumplió labores en el Departamento de Estudios del Banco Central de Chile.
Fue uno de los fundadores de la consultora Gemines, donde trabajó con Pedro Calvo, Álvaro Bardón, Andrés Passicot y José Musalem.
En 2010 ingresó por decisión de la presidenta Michelle Bachelet al directorio de Codelco-Chile al comenzar a ser aplicable, desde el 1 de marzo, la ley 20.392 que redefinió el gobierno corporativo de la firma. Dejó el puesto el 11 de mayo de 2010.
Falleció el 6 de agosto de 2025.